# Vilmós Lázár
Vilmós Lázár de Szkáros (24. října 1817, Nagybecskerek – 6. října 1849, Arad) byl plukovník uherské armády. Byl popraven za účast v maďarské revoluci 1848 a je považován za jednoho z Aradských mučedníků. Podle historika Gábora Bóny pocházel z rodiny maďarské šlechty arménského původu.

## Život
Vojenskou kariéru zahájil v roce 1834 u 34. pěšího pluku císařské armády. Byl jmenován podplukovníkem husarského pluku a v roce 1844 z armády odešel.
Vrátil se s manželkou baronkou Márií Revitzkou na své panství v Zemplínsku. V roce 1847 byl hlavním pokladním železniční společnosti.
V důsledku povstání v roce 1848 se dobrovolně přihlásil do maďarské honvédské armády. Dne 19. října se stal poručíkem 39. győrských praporů a 13. listopadu kapitánem pionýrského praporu. Podílel se na organizaci pionýrského štábu a v lednu 1849 sloužil u praporu Móra Perczela. Od 1. února sloužil v hodnosti majora jako adjutant generála Mihály Répásyho. Jako generál se zúčastnil 3. března shromáždění v Tiszafüredu, kde Görgei donutil Dembińského rezignovat.
Dne 5. dubna byl Lázár jmenován velitelem brigády dislokované v Zemplínsku. Jeho jednotka byla zodpovědná za zabezpečení hranice s Haličí. Koncem měsíce byla brigáda přeřazena do formující se legie v Košicích. V polovině června se stal velitelem divize legie, která se ve dnech 17. až 19. června účastnila týlových akcí v Dukelském průsmyku proti ruské carské armádě. 16. července byl povýšen na podplukovníka a bojoval v posledních bitvách války za nezávislost. Dne 12. srpna ho generál Bém povýšil na plukovníka a pověřil ho velením IX. legie vytvořená ze zbytku hornouherského sboru. Po porážce vedl Lázár svá vojska do Lugoje, poblíž Caransebeș se oddělil se od Aristida Dessewffyho a zamířil k Hațegu, ale 19. srpna musel spolu se zbytkem své legie (4600 lidí) složit zbraně před císařskými vojsky.
Vojenský soud v Aradu ho odsoudil k trestu smrti zastřelením. 6. října 1849 byl popraven.